# Крейвен Коттедж
«Крейвен Коттедж» (англ. Craven Cottage) — футбольный стадион в Лондоне, в районе Фулем. Основан в 1896 году. Домашние матчи на нём проводит футбольный клуб «Фулхэм». Стадион вмещает 25 678 зрителей. Считается одним из самых исторически ценных стадионов Англии.

## История
До «Крейвен Коттеджа» «Фулхэм» долго искал себе стадион, всего их было десять. Стадион расположен на территории бывшего охотничьего угодья Анны Болейн. Стадион реконструировали, так как раньше он был предназначен для игры в крокет. Первоначально трибуны были деревянные, а поле ужасного качества. Помог в развитии стадиона Лэйч, который в 1906 году помог построить новую трибуну, которая ныне названа в честь Д. Хэйнса, бывшего капитана клуба. За трибуной Хэйнсу установлен памятник.
Архитектор создал в углу стадиона небольшой павильон, ныне представляющий большую архитектурную ценность. В 2004 году «Фулхэм» покинул стадион на время реконструкции и переехал на «Лофтус Роуд», где в настоящее время выступает «КПР».
Раньше средняя посещаемость матчей составляла около 50 тысяч зрителей, сейчас же — не превышает 25 тысяч. Самые верные и активные поклонники располагаются на трибуне «Хэмми», которая считается «поющей трибуной». Крыша над ней была возведена на деньги экс-игрока Алана Маллери.
На трибуне «Путни Энд» размещаются, как говорят фанаты «Фулхэма», туристы. Это болельщики, которые посетили стадион на время экскурсии.
Трибуна «Риверсайд» расположена на берегу Темзы, была построена в 1972 году.
Угловой павильон между трибунами «Путни Энд» и «Хэмми» используется для различных клубных совещаний и заседаний. Ранее он использовался как раздевалка для игроков. На другом павильоне расположены корпоративные боксы.

## Рекорды

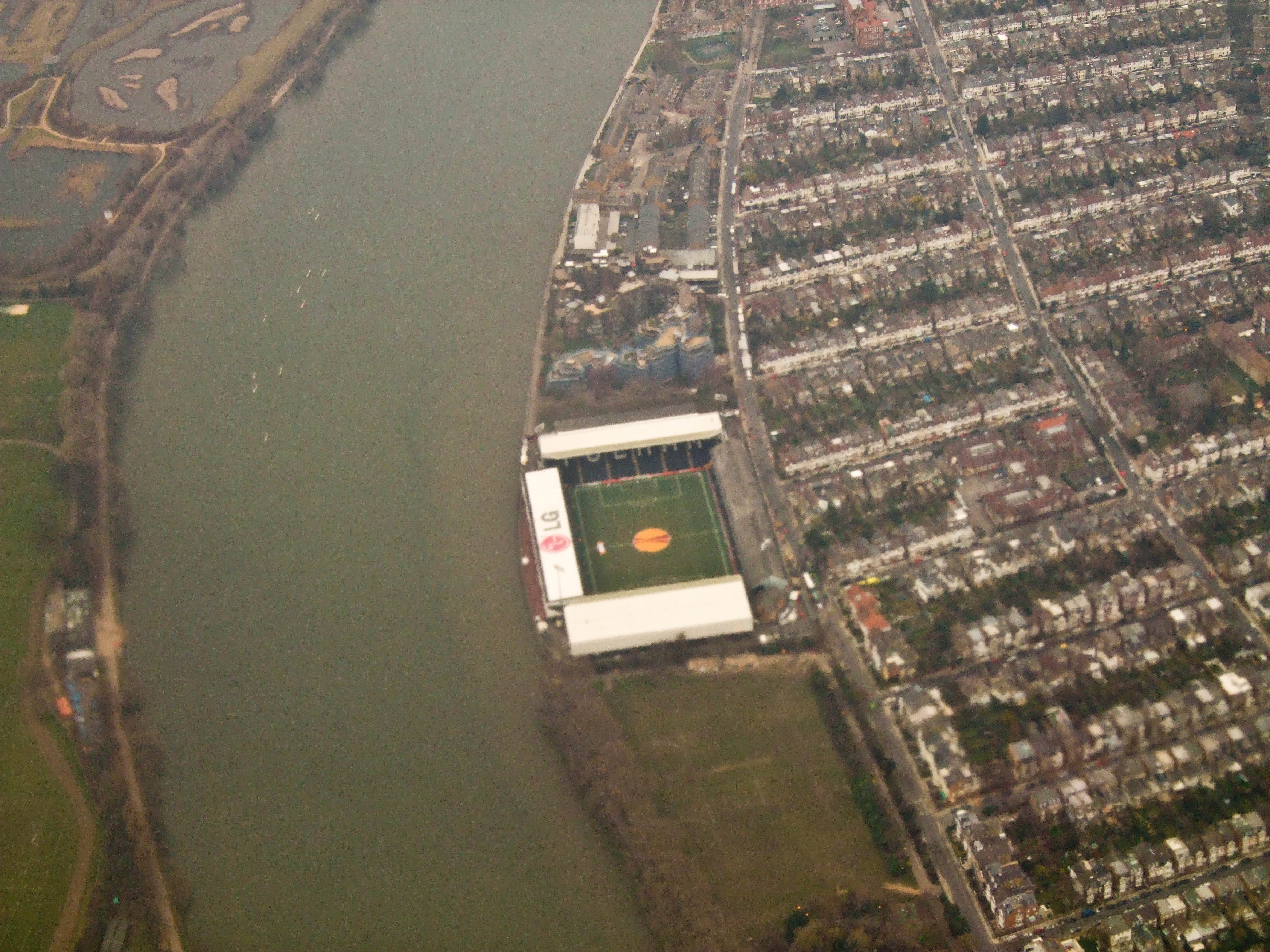
Вид на стадион сверху

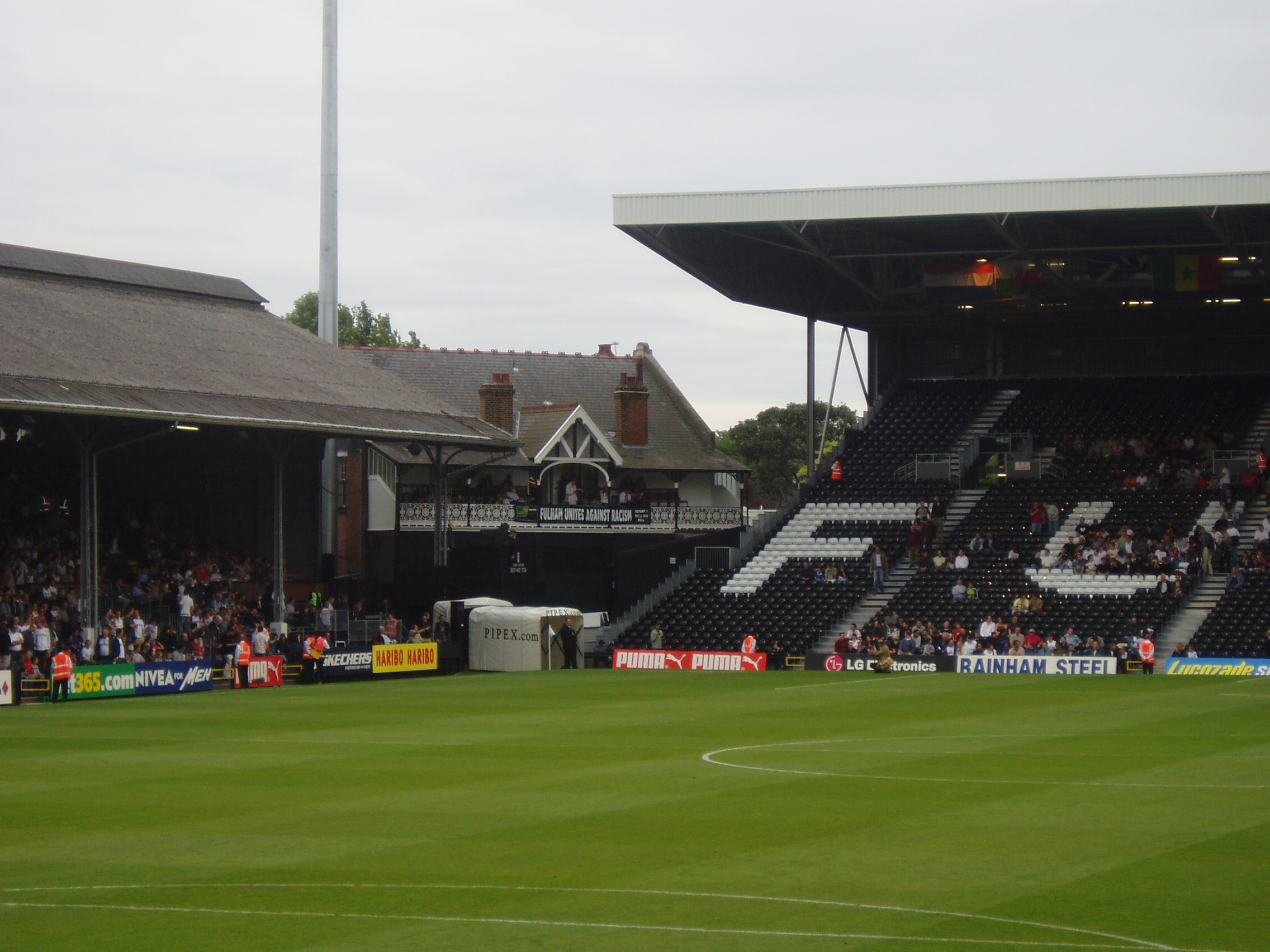
Стадион изнутри

### Средняя посещаемость матчей «Фулхэма»
- 1997/98: 9,004
- 1998/99: 11,387
- 1999/00: 13,092
- 2000/01: 14,985
- 2001/02: 19,389
- 2002/03: 16,707 (играли на «Лофтус Роуд»)
- 2003/04: 16,342 (играли на «Лофтус Роуд»)
- 2004/05: 19,838
- 2005/06: 20,654
- 2006/07: 22,279
- 2007/08: 23,774
- 2008/09: 24,343
- 2009/10: 23,909
- 2010/11: 25,043
- 2011/12: 25,293